# Anne Marie Doddel
Anne Marie Doddel (ook wel Annemarie Doddel, roepnaam Doddeltje) is een stripfiguur uit de Nederlandse stripreeks de Bommelsaga, geschreven en getekend door Marten Toonder. Ze is een klein vrouwtje en de vriendin van heer Bommel.

## Oorsprong
Doddeltje debuteerde in het verhaal De kiekvogel uit 1958. De eerste woorden die zij tegen heer Bommel zei, zijn: "Arme stakker, heb je je pijn gedaan? Ben je erg nat? O, wat erg is dat nou allemaal." Deze woorden typeren het karakter van Doddeltje: behulpzaam en zorgzaam.

## Personage
Er komen niet veel vrouwelijke figuren voor in de Bommelsage. Uit  De toverpijp en De drakenburcht kennen we de kleine Liezelotje en in de tovertuin en Het monster-ei komt Anne-Miebetje voor. Verder heeft de sage uitsluitend mannelijke hoofdfiguren, totdat in De kiekvogel Doddeltje werd geïntroduceerd. Zij figureert al vanaf dat verhaal als de romantische tegenspeelster van heer Bommel, op wie zij heimelijk verliefd is. Deze wederzijdse verliefdheid treedt in latere verhalen zoals De minionen meer op de voorgrond. Plaatje 6388 in De Viridiaan-dinges toont haar eerste zoen die de kasteelheer openlijk ontvangt. In De tuttelwurm bereidt ze de slotmaaltijd, bij afwezigheid van Joost. Ze leeft van een pensioentje, zoals ze haar buurman vertrouwelijk meedeelt in De blijdschapper. Tijdens haar verjaardag in De minionen volgt de zoen, vol op de mond. Heer Bommel schenkt haar als grootaandeelhouder-directeur van de NV tot Nut van het Algemeen haar het woonhuis, dat eerder van de bank was gekocht, nadat Anne Marie haar hypotheek niet meer kon betalen. In het laatste verhaal Het einde van eindeloos wordt ten slotte het huwelijk tussen de twee gesloten.
Doddeltje woont ongeveer een kilometer van Bommelstein en het is voor heer Ollie dan ook een kleine wandeling naar het huisje van zijn buurvrouw, waar hij bijna altijd troost kan vinden, vaak onder het genot van een kopje thee of een maaltijd van ouderwetse Hollandse kost. Hij noemt haar een "hoogstaande dame" en spreekt haar aan met "mevrouw", waarop zij doorgaans antwoordt met "Zeg toch Doddeltje, mallerd." Haar vertrouwen en bewondering in heer Ollie is bijna altijd zeer groot wat zij uit met uitspraken als "Wat ben je toch knap, Ollie" en "Jij kan toch ook alles", maar wanneer heer Ollie weer eens ongelukkig terechtkomt is ze altijd bereid om de zorgende hand toe te steken: "Arme Ollie, heb je je pijn gedaan?".
Enkele malen treedt een scheur in de relatie tussen de kasteelheer en zijn buurvrouw op. Dat is wanneer heer Ollie zich tactloos gedraagt of zich bemoeit met zaken die haar verstand ver te buiten gaan. Dit leidt tot uitspraken als: "Ik wil u nooit meer zien, meneer Bommel!" Een dieptepunt in de relatie is te lezen in Het spook van Bommelstein.
Tom Poes vindt ze maar een rare en ze hekelt regelmatig diens wantrouwen in de capaciteiten van heer Ollie. Qua uiterlijk vertonen de twee echter een opmerkelijke gelijkenis.
In aflevering 174, De zelfkant wordt haar de gelegenheid geboden het kasteel geheel opnieuw te stofferen en te meubileren. In aflevering 177, Het einde van eindeloos treedt ze in het huwelijk met de kasteelheer. Het echtpaar maakt de huwelijksreis op het schip de Albatros, aangekocht door de kasteelheer, waarop Tom Poes de wijde wereld intrekt.